# TOPIK
TOPIK (скорочено від англ. Test of Proficiency in Korean) — іспит для визначення рівня володіння корейською мовою. Пропонує два види іспитів: S- TOPIK (базова корейська мова) і B- TOPIK (бізнес корейська мова) . Кожен з цих видів розділений на чотири основні блоки: словниковий запас, граматика, письмо, аудіювання і читання. TOPIK проходить два рази на рік у квітні та вересні. Існує 6 рівнів іспиту. S- TOPIK складається з приблизно ста завдань, серед яких різні тексти і твір, які потрібно виконати за 90 хвилин. Максимальний бал — 400. B- TOPIK, зосереджений на оцінці практичних знань розмовної корейської мови, складається з 120 завдань, які так само необхідно виконати за 90 хвилин. Максимальний бал дорівнює 400.

## Участь
Взяти участь в іспиті можуть всі охочі, які вивчають корейську мову і подали заяву на участь в іспиті у встановлені терміни. У разі успішного складання іспиту учаснику видається сертифікат із зазначенням прізвища, імені, дати народження учасника, а також кількістю балів, набраних ним в різних частинах іспиту. Даний сертифікат дійсний 2 роки.
Раніше, необхідність вивчення корейської мови стояла лише перед дуже невеликим числом іноземних громадян, що проживають на території Республіки Корея — західних місіонерів, а так само невеликої кількості іноземних студентів. Наприкінці 90-х років XX століття Республіка Корея почала втілювати в життя політику залучення на роботу на території країни іноземних громадян, зайнятих здебільшого в трудомістких та інших галузях виробництва, і базові знання корейської мови стали необхідним мінімум для пошуків роботи в країні.

## Історія
Тест був вперше введений в 1997 році і в ньому узяли участь 2274 чоловік. Спочатку тест проводився тільки один раз на рік. Але у 2012 році більше 150 тисяч узяли участь у TOPIK, а загальна кількість людей, які писали тест з дати його створення перевищила 1000000.